# Pyrenostigme
Pyrenostigme is een monotypisch geslacht van schimmels behorend tot de familie Dothideomycetes. De typesoort is Pseudofusicoccum stromaticum, hetgeen ook het enige geslacht is.